# Tipula (Lunatipula) monstrabilis
Tipula (Lunatipula) monstrabilis is een tweevleugelige uit de familie langpootmuggen (Tipulidae). De soort komt voor in het Palearctisch gebied.